# Carl-Axel Hasselrot (präst)
Carl-Axel Elias Hasselrot, född den 18 november 1876 i Vinköls församling, Skaraborgs län, död den 3 januari 1936 i Hällstads församling, Älvsborgs län, var en svensk präst. Han var son till Axel Hasselrot och far till Torsten Hasselrot.
Efter studier i Skövde och Skara blev Hasselrot student vid Göteborgs högskola 1895, vid Uppsala universitet 1896. Han avlade teologisk-filosofisk examen sistnämnda år, teoretisk teologisk examen 1900, praktisk teologisk examen och folkskollärarexamen samma år. Hasselrot prästvigdes för Skara stift 1900 och blev tredje predikant i Undenäs församling 1901, lärare vid Johannelund 1904, kyrkoadjunkt i Borås församling 1909 och kapellpredikant i Borgviks församling av Karlstads stift samma år. Han valdes och utnämndes till kyrkoherde i Hällstad 1914 med tillträde 1915. Hasselrot vilar på Hällstads kyrkogård.